# Rita Verdonk

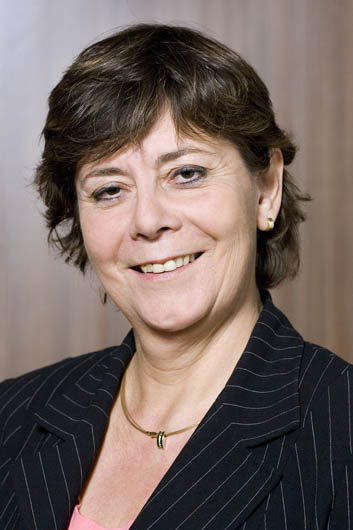
Rita Verdonk

Maria Cornelia Frederika (Rita) Verdonk (nacida en Utrecht, Países Bajos al 18 de octubre de 1955) fue una ministra neerlandesa en el segundo y el tercer gabinete de Jan Peter Balkenende. Estaba encargada con el ministerio de Inmigración e Integración.

## Biografía
Después de obtener su diploma en el Niels Stensencollege en Utrecht, estudió Sociología y Criminología en la Universidad Católica de Nimega (examen doctoral en 1983). En este tiempo fue miembro del Partido Pacifista Socialista (PSP).
Entonces Verdonk trabajó en el ministerio de Justicia. Hasta 1988 fue directora de la cárcel de Scheveningen, y después de la cárcel "De Schie" en Róterdam. Entre 1992 y 1996 trabajó en lugares diferentes al terreno del ministerio de Justicia, como las secciones que se encargan con la gestión de centros penitenciarios para juveniles.
Entre 1996 y 1999 Verdonk fue directora de seguridad de estado en el servicio de seguridad de Holanda. Seguidamente trabajó para una empresa comercial de auditores, KPMG.

## Carrera política
Al 27 de mayo de 2003 era nombrado ministro de Inmigración e Integración en el segundo gabinete de Balkenende. Verdonk es miembro del partido liberal, el Partido Popular por Libertad y Democracia (VVD), desde 2002.
Por el contenido de su gestión, Verdonk es una de los políticos más conocidos del gobierno actual. La opinión pública está bastante dividida en cuanto a esta ministra. En diciembre de 2005 Verdonk era elegido mejor político/a del año. También llegó al tercer puesto en la lista del peor político/a. Por su reputación hay muchos que le llaman "Rita de hierro" refiriendo a "La dama de hierro" el sobrenombre de Margaret Thatcher.
Al 4 de abril de 2006 Verdonk anunció que deseaba ser líder político del VVD. Otros candidatos para este puesto son el secretario de estado del ministerio de Educación Mark Rutte y una miembro (poca conocida) de parlamento Jelleke Veenendaal. El jefe de la campaña de Verdonk es Kay van der Linden, que también asistió en la campaña de Pim Fortuyn. Ganó Mark Rutte con 51% de los votos, Verdonk quedó con 46% al segundo puesto.
Al 15 de mayo de 2006 declaró que una miembro famosa del parlamento, Ayaan Hirsi Ali nunca había tenido la nacionalidad holandesa por haber dado datos falsos durante el trayecto de su naturalización. Al día siguiente Hirsi Ali se retiró del parlamento. Muchos colegas de Hirsi Ali, sugirieron que Verdonk estaba haciendo un juego político, causando así un pequeño crisis que la ministra sobrevivió. Sin embargo, el gabinete cayó poco tiempo después este crisis, porque el partido político (D66) había perdido la confianza en la gestión de Verdonk.
Su partido, el VVD, perdió 6 escaños durante las elecciones legislativas de noviembre de 2006 y no volvió en la coalición del gobierno nuevo. Ahora es miembro del parlamento holandés pero la lucha con Mark Rutte sobre la lideranza del VVD continuó y en septiembre de 2007, después de otro conflicto, Rutte decidió que Verdonk tenía que dejar su escaño en el parlamento. Ella abandonó finalmente el partido, para fundar un movimiento político propio ("Trots op Nederland", Orgullosos de Holanda). Actualmente está concretando un programa político para este movimiento en colaboración con los simpatizantes, con la intención de convertir el movimiento en partido político para las siguientes elecciones.